# Камілла Хенемарк
Камілла Хенемарк (швед. Camilla Henemark), відома також під сценічним псевдонімом Ла Камілла (швед. La Camilla) — шведська співачка, акторка та модель, ЛГБТ-активістка. Колишня учасниця популярної музичної групи «Army of Lovers».

## Біографія
Народилася 23 жовтня 1964 року у Стокгольмі. Її батько, Остін Обейні, родом з Нігерії, а мати, Герда Хенемарк — шведка. Батьки розлучилися, і Каміллу виховувала мати. У юності працювала у модельному агентстві, у 1987 році одружилася з Андерсом Скуга.
У 1987 році Хенемарк стала солісткою групи «Army of Lovers», брала участь у записі альбомів Disco Extravaganza та Massive Luxury Overdose, що прославили групу.
У 1992 році покинула групу та випустила сольний сингл «Everytime You Lie», який після увійде до Les Greatest Hits. Після розлучення познайомилася з Бо Юханом Ренком (шведський гурт «Stakka Bo») та одружилася з ним. У 1993 Ла Камілла випустила сингл «Give Me Your Love», брала участь у створенні еротичної телепрограми «Sjunde Himlen» («Сьоме небо»). Також у цей період знялася у кліпі дез-метал гурту Entombed на пісню Stranger Aeons.
У 1995, після виходу з гурту Мікаели Де Ла Кур, Ла Камілла повертається до «Army of Lovers», і разом вони записують альбом «Les Greatest Hits». У 1996 році Ла Камілла випустила два сингли — «The Witch In Me» та «I’m Not In The Mood For Lovers». У тому ж році вийшов її перший альбом «Temper». У той же час вона розлучилася з другим чоловіком. Виступала у нічних клубах Стокгольма та інших міст, в тому числі як стриптизерка.
У 1999 році записала дует з російським виконавцем Данко. Їх спільна робота Russians Are Coming у варіанті (Mosqua Remix) потрапила у той час до активної ротації радіостанції «Європа Плюс».
На початку 2000-х пережила нервовий зрив, у таблоїдах почастішали чутки про нарко- та алкозалежність співачки. Через це багато продюсерів розірвали контракти з нею, почалися фінансові труднощі після виходу з гурту. У 2005 році помер її батько. У 2006 році Хенемарк відлітає до Індії, де проходить курс реабілітації.
У 2009 році записала спільний сингл з гуртом «The Neverland Project» під назвою «David & Goliath».
У 2013 році (23 лютого) у складі відродженого «Army Of Lovers» брала участь у шведському відбірковому турі Євробачення з піснею Rocking The Ride. Гурт не пройшов навіть до п'ятірки кращих, у невдачі звинуватили Ла Каміллу, позаяк у момент, коли її знімала камера, співачка забула відкрити рот під фонограму, і, можливо, тому глядачі віддали за виступ мало голосів. На офіційному сайті групі був викладений Маніфест, де говорилося, що Ла Каміллу замінить Ла Домініка (Домініка Печинські), яка раніше була солісткою «Army of Lovers» (1993—1996, 2001—2003, 2007).
З червня 2015 року Ла Камілла бере участь у шведському шоу «Stjärnkusken» на телеканалі TV4.

## Особисте життя
Першим чоловіком став Андерс Скуга (шлюб був укладений у 1987 році), другим — Бо Юхан Ренк (1992). Обидва шлюби були розірвані.
Ла Камілла є активною прихильницею Соціал-демократичної партії Швеції та борчинею за права ЛГБТ.

### Камілла і король Швеції
У 2010 році у Швеції вийшла книга «Карл Густав — монарх мимоволі» (швед. Carl XVI Gustaf — den motvillige monarken), яку написав шведський журналіст Томас Шеберг у співавторстві з Деане Раушер та Туве Мейер. У книзі стверджується, що король у 1990-ті роки неодноразово відвідував нічні клуби, про що свідчать і розповіді сербсько-шведського мафіозі Мілле Марковича, власника одного з таких клубів. У книзі також пишеться, що Камілла Хенемарк мала стосунки з королем Швеції: як розповіла сама Камілла Деане Раушер, Карл Густав «закохався в неї як підліток», і хоча королева Сільвія дізналася про зраду, вона не змогла перешкодити позашлюбному зв'язку чоловіка. Незабаром Карл Густав все ж порвав зі співачкою. Камілла так важко переживала розрив, що навіть думала про самогубство. Роман з королем не приніс їй ніякої вигоди: як писав журнал «Paris Match», приклад Камілли показує, що «Швеція — це країна, де не можна зробити кар'єру через ліжко».

## Дискографія

### Сольні сингли
- 1992 «Everytime You Lie»
- 1993 «Give Me Your Love (Je T’aime)»
- 1996 «The Witch in Me»
- 1996 «I’m Not in the Mood for Lovers»
- 1999 «Russians Are Coming» (с певцом Danko)
- 2010 «David & Goliath» Neverland Project Featuring La Camilla

### Сольні альбоми
- 1997 «Temper»

## Акторські роботи

### Фільми
- 1997 Eva & Adam — камео, грає саму себе
- 1998 Teater
- 2000 Sex, lögner & videovåld — камео, грає саму себе
- 2000 Livet Är En Schlager — камео, грає саму себе
- 2001 Jarrett (Encounters) — Представник на саміті ЄС

### Театр
- 1995 Fyra Friares Fiaskon
- 2001 White Christmas

### Телебачення
- 1994 Sjunde Himlen (Седьмое небо) — господиня
- 1997 Kenny Starfighter (мини-сериал) — медсестра
- 1997 Så ska det låta — камео, грає саму себе
- 2000 Vita Lögner (Біла брехня, один епізод) — співвласниця
- 2003 Великий брат (Шведская версия) — гостя

### Музичні кліпи
- 1991 Entombed — Strangers Aeons — гостя